# Borussia Verein für Leibesübungen 1900 Mönchengladbach 1972-1973
Questa voce raccoglie le informazioni riguardanti il Borussia Verein für Leibesübungen 1900 Mönchengladbach nelle competizioni ufficiali della stagione 1972-1973.

## Stagione
Nella stagione 1972-1973 il Borussia Mönchengladbach, allenato da Hennes Weisweiler, concluse il campionato di Bundesliga al 5º posto. In Coppa di Germania il Borussia Mönchengladbach perse la finale con dal Colonia. In Coppa di Lega il Borussia Mönchengladbach perse la finale con dall'Amburgo. In Coppa UEFA il Borussia Mönchengladbach perse la finale con dal Liverpool.

## Rosa
| N. |                           | Ruolo | Calciatore           |
| -- | ------------------------- | ----- | -------------------- |
|    | Germania Ovest (bandiera) | P     | Wolfgang Kleff       |
|    | Germania Ovest (bandiera) | P     | Gregor Quasten       |
|    | Germania Ovest (bandiera) | P     | Bernd Schrage        |
|    | Germania Ovest (bandiera) | D     | Hartwig Bleidick     |
|    | Germania Ovest (bandiera) | D     | Hans Klinkhammer     |
|    | Germania Ovest (bandiera) | D     | Heinz Michallik      |
|    | Israele (bandiera)        | D     | Shmuel Rosenthal     |
|    | Germania Ovest (bandiera) | D     | Klaus-Dieter Sieloff |
|    | Germania Ovest (bandiera) | D     | Berti Vogts          |
|    | Germania Ovest (bandiera) | D     | Hans-Jürgen Wittkamp |
|    | Germania Ovest (bandiera) | D     | Heinz Wittmann       |
|    | Germania Ovest (bandiera) | C     | Rainer Bonhof        |
|    | Germania Ovest (bandiera) | C     | Dietmar Danner       |

| N. |                           | Ruolo | Calciatore        |
| -- | ------------------------- | ----- | ----------------- |
|    | Germania Ovest (bandiera) | C     | Christian Kulik   |
|    | Germania Ovest (bandiera) | C     | Rainer Malzkorn   |
|    | Germania Ovest (bandiera) | C     | Günter Netzer     |
|    | Germania Ovest (bandiera) | C     | Uli Stielike      |
|    | Germania Ovest (bandiera) | C     | Ulrich Surau      |
|    | Germania Ovest (bandiera) | C     | Herbert Wimmer    |
|    | Germania Ovest (bandiera) | C     | Siegfried Zoppke  |
|    | Germania Ovest (bandiera) | A     | Robert Fahrian    |
|    | Germania Ovest (bandiera) | A     | Adalbert Fuhrmann |
|    | Germania Ovest (bandiera) | A     | Jupp Heynckes     |
|    | Danimarca (bandiera)      | A     | Henning Jensen    |
|    | Germania Ovest (bandiera) | A     | Bernd Rupp        |
|    | Danimarca (bandiera)      | A     | Allan Simonsen    |

## Calciomercato

### Sessione estiva
| Acquisti | Acquisti          | Acquisti           | Acquisti |
| R.       | Nome              | da                 | Modalità |
| -------- | ----------------- | ------------------ | -------- |
| D        | Shmuel Rosenthal  | Hapoel Petah Tiqwa |          |
| A        | Adalbert Fuhrmann | Ahrweiler BC       |          |
| A        | Henning Jensen    | Nørresundby        |          |
| A        | Bernd Rupp        | Colonia            |          |

| Cessioni | Cessioni          | Cessioni          | Cessioni |
| R.       | Nome              | a                 | Modalità |
| -------- | ----------------- | ----------------- | -------- |
| D        | Ludwig Müller     | Hertha Berlino    |          |
| C        | Hans-Jürgen Wloka | Arminia Bielefeld |          |
| A        | Ulrik le Fevre    | Club Bruges       |          |
| A        | Peter Wloka       | Arminia Bielefeld |          |

### Sessione invernale
| Acquisti | Acquisti       | Acquisti | Acquisti |
| R.       | Nome           | da       | Modalità |
| -------- | -------------- | -------- | -------- |
| A        | Allan Simonsen | Vejle    |          |

| Cessioni | Cessioni | Cessioni | Cessioni |
| R.       | Nome     | a        | Modalità |
| -------- | -------- | -------- | -------- |

## Risultati

### Bundesliga

#### Girone di andata
| Arbitro: | Quindeau |

|                                   |           |                           |
| Heynckes 20’, 67’ Wimmer 63’, 82’ | Marcatori | 26’, 87’ Wunder 89’ Bella |

| Arbitro: | Frickel |

|           |           |                              |
| Hönig 25’ | Marcatori | 22’ Heynckes 36’, 68’ Jensen |

| Arbitro: | Linn |

|                                                    |           |               |
| Heynckes 3’ (rig.) Rosenthal 41’ Danner 86’ (rig.) | Marcatori | 48’ Deterding |

| Arbitro: | Aldinger |

|                             |           |            |
| Friedrich 52’ Vogt 60’, 88’ | Marcatori | 62’ Bonhof |

| Arbitro: | Seiler |

|                                |           |                               |
| Heynckes 22’ Danner 74’ (rig.) | Marcatori | 37’ Geye 44’ Hesse 61’ Köhnen |

| Arbitro: | Tschenscher |

|                                 |           |  |
| Walitza 7’ Lameck 77’ Wosab 82’ | Marcatori |  |

| Arbitro: | Roth |

|                                  |           |                         |
| Wimmer 9’ Surau 15’ Heynckes 57’ | Marcatori | 27’ Schmitt 29’ Schäfer |

| Arbitro: | Biwersi |

|                            |           |  |
| Müller 24’, 66’ Hoeneß 48’ | Marcatori |  |

| Arbitro: | Niemann |

|                                             |           |           |
| Heynckes 15’ Vogts 21’ Kulik 42’ Jensen 90’ | Marcatori | 52’ Mumme |

| Arbitro: | Aldinger |

|              |           |         |
| Hasebrink 5’ | Marcatori | 6’ Rupp |

| Arbitro: | Berner |

|                                                     |           |  |
| Netzer 2’ Wimmer 16’ Danner 75’ Heynckes 81’ (rig.) | Marcatori |  |

| Arbitro: | Riegg |

|                                       |           |           |
| Hermandung 16’ Sziedat 30’ Weiner 89’ | Marcatori | 32’ Surau |

| Arbitro: | Eschweiler |

|                                |           |                  |
| Danner 38’ Heynckes 67’ (rig.) | Marcatori | 72’ (rig.) Kohle |

| Arbitro: | Frickel |

|                             |           |                      |
| Lütkebohmert 7’ Kremers 36’ | Marcatori | 3’ Jensen 55’ Danner |

| Arbitro: | Ohmsen |

|                                                  |           |  |
| Grabowski 26’ (rig.) Hölzenbein 54’ Kliemann 77’ | Marcatori |  |

| Arbitro: | Tschenscher |

|                                                         |           |                      |
| Bonhof 1’ Rupp 16’ Heynckes 37’, 56’ (rig.), 65’ (rig.) | Marcatori | 52’ Flohe 74’ Simmet |

| Arbitro: | Lutz |

|                                   |           |  |
| Lindner 5’ Ettmayer 53’ Frank 79’ | Marcatori |  |

#### Girone di ritorno
| Arbitro: | Linn |

|                        |           |                 |
| Pirsig 32’ Lehmann 87’ | Marcatori | 31’, 36’ Bonhof |

| Arbitro: | Klauser |

|                                                              |           |           |
| Rupp 23’, 49’ Jensen 38’ Vogts 53’ Wittkamp 61’ Heynckes 79’ | Marcatori | 34’ Hönig |

| Arbitro: | Biwersi |

|                    |           |                   |
| Reimann 84’ (rig.) | Marcatori | 13’, 82’ Heynckes |

| Arbitro: | Picker |

|                                                            |           |                        |
| Bonhof 60’ Kulik 62’ Rupp 71’, 75’ Wimmer 74’ Heynckes 83’ | Marcatori | 73’ Ackermann 78’ Bitz |

| Arbitro: | Frickel |

|           |           |                              |
| Budde 39’ | Marcatori | 15’, 56’ Heynckes 52’ Jensen |

| Arbitro: | Geng |

|                                                                    |           |  |
| Rupp 12’ Jensen 32’ Danner 54’ Heynckes 75’ Wittkamp 79’ Kulik 86’ | Marcatori |  |

| Arbitro: | Horstmann |

|                               |           |           |
| Hickersberger 12’ Schäfer 87’ | Marcatori | 58’ Surau |

| Arbitro: | Ohmsen |

|  |           |                                      |
|  | Marcatori | 28’ Hansen 37’ Krauthausen 63’ Zobel |

| Arbitro: | Schulenburg |

|              |           |                              |
| Hollmann 14’ | Marcatori | 11’, 78’ Jensen 85’ Heynckes |

| Arbitro: | Biwersi |

|                            |           |           |
| Kulik 7’ Heynckes 30’, 59’ | Marcatori | 77’ Weist |

| Braunschweig 6 aprile 1973, ore 20:00 CET 28ª giornata | Eintracht Braunschweig | 0 – 0 referto | Borussia M'gladbach | Stadion an der Hamburger Straße (21 000 spett.)\| Arbitro: \| Aldinger \| |
| Arbitro:                                               | Aldinger               |               |                     |                                                                           |

| Arbitro: | Betz |

|                        |           |                   |
| Vogts 47’ Heynckes 86’ | Marcatori | 60’ Horr 81’ Beer |

| Arbitro: | Kindervater |

|  |           |                                           |
|  | Marcatori | 12’ Rupp 30’, 50’, 80’ Heynckes 47’ Kulik |

| Arbitro: | Biwersi |

|                                     |           |             |
| Jensen 37’, 50’ Rupp 65’ Netzer 90’ | Marcatori | 76’ Kremers |

| Arbitro: | Meuser |

|  |           |                     |
|  | Marcatori | 64’, 70’ Hölzenbein |

| Arbitro: | Picker |

|                                             |           |           |
| Kapellmann 40’ (rig.) Glowacz 47’ Flohe 84’ | Marcatori | 13’ Kulik |

| Arbitro: | Zuchantke |

|                                    |           |                                              |
| Heynckes 1’, 14’ Netzer 53’ (rig.) | Marcatori | 3’ Schwemmle 17’, 49’ Handschuh 24’ Ettmayer |

### Coppa di Germania
| Arbitro: | Meuser |

|                                        |           |              |
| Schnitzer 37’ Treuheit 77’ de Fenn 86’ | Marcatori | 22’ Wittkamp |

| Arbitro: | Engel |

|                                                            |           |          |
| Netzer 5’, 38’, 71’ (rig.) Heynckes 20’, 55’, 65’ Rupp 85’ | Marcatori | 7’ Matic |

| Arbitro: | Schröck |

|  |           |                        |
|  | Marcatori | 22’ Heynckes 64’ Kulik |

| Arbitro: | Seiler |

|            |           |           |
| Bonhof 23’ | Marcatori | 46’ Manns |

| Arbitro: | Horstmann |

|                 |           |               |
| Danner 34’, 76’ | Marcatori | 63’ Ackermann |

| Arbitro: | Frickel |

|           |           |                                        |
| Huber 87’ | Marcatori | 30’ Rupp 39’ (rig.) Heynckes 89’ Kulik |

| Arbitro: | Aldinger |

|            |           |                        |
| Laumen 10’ | Marcatori | 6’ Jensen 9’, 76’ Rupp |

| Arbitro: | Tschenscher |

|                                       |           |                 |
| Heynckes 13’, 65’ Bonhof 48’ Rupp 81’ | Marcatori | 56’, 88’ Laumen |

| Arbitro: | Tschenscher |

|                       |           |             |
| Wimmer 24’ Netzer 94’ | Marcatori | 40’ Neumann |

### Coppa di Lega

#### Fasi a girone
| Arbitro: | Kindervater |

|  |           |          |
|  | Marcatori | 35’ Rupp |

| Arbitro: | Eschweiler |

|  |           |                                                                       |
|  | Marcatori | 8’ Vogts 30’ Jensen 53’ Bonhof 62’ (rig.) Netzer 81’ (rig.), 81’ Rupp |

| Arbitro: | Hillebrand |

|                                    |           |                    |
| Heynckes 19’ Netzer 55’ Bonhof 75’ | Marcatori | 16’, 39’, 60’ Worm |

| Arbitro: | Hennig |

|                              |           |            |
| Jensen 4’ Vogts 31’ Rupp 90’ | Marcatori | 42’ Grinda |

| Krefeld 18 agosto 1972, ore CET 5ª giornata | Duisburg | 0 – 0 referto | Borussia M'gladbach | Grotenburg Stadion (6 000 spett.)\| Arbitro: \| Bonacker \| |
| Arbitro:                                    | Bonacker |               |                     |                                                             |

| Arbitro: | Siepe |

|               |           |             |
| Michallik 81’ | Marcatori | 41’ Lippens |

#### Fase ad eliminazione diretta
| Arbitro: | Rögner |

|  |           |                                    |
|  | Marcatori | 47’, 80’ (rig.) Heynckes 82’ Kulik |

| Arbitro: | Rieb |

|                                                                                       |           |                           |
| Netzer 4’, 43’, 53’ (rig.), 85’ Rupp 26’, 72’ Kulik 69’ Heynckes 77’ (rig.) Vogts 88’ | Marcatori | 60’, 66’ Kurrat 90’ Pries |

| Arbitro: | Redelfs |

|                                    |           |                |
| Heynckes 36’ Danner 40’ Wimmer 47’ | Marcatori | 60’ Hölzenbein |

| Arbitro: | Dittmer |

|                      |           |  |
| Grabowski 35’ (rig.) | Marcatori |  |

| Arbitro: | Wengenmayer |

|                                             |           |  |
| Memering 15’ Nogly 19’ Hönig 37’ Hidien 83’ | Marcatori |  |

### Coppa UEFA
| Arbitro: | Machin |

|                       |           |                                   |
| Harper 55’ Jarvie 71’ | Marcatori | 20’ Kulik 39’ Heynckes 75’ Jensen |

| Arbitro: | Rion |

|                                                                   |           |                                      |
| Rupp 2’ Heynckes 39’ (rig.), 75’, 89’ Vogts 70’ Danner 84’ (rig.) | Marcatori | 21’ Jarvie 25’ Willoughby 45’ Murray |

| Arbitro: | Queudeville |

|                            |           |  |
| Bonhof 42’, 85’ Wimmer 60’ | Marcatori |  |

| Arbitro: | Thomas |

|                |           |                              |
| Nørregaard 52’ | Marcatori | 24’, 41’ Netzer 62’ Heynckes |

| Colonia 28 novembre 1972, ore 20:00 CET Ottavi di finale - Andata | Colonia | 0 – 0 referto | Borussia M'gladbach | Müngersdorfer Stadion (11 500 spett.)\| Arbitro: \| Jonsson \| |
| Arbitro:                                                          | Jonsson |               |                     |                                                                |

| Arbitro: | Emsberger |

|                                             |           |  |
| Kulik 6’ Vogts 35’ Jensen 64’, 79’ Rupp 66’ | Marcatori |  |

| Arbitro: | Schulenburg |

|                |           |                       |
| Toppmöller 22’ | Marcatori | 14’ Danner 26’ Jensen |

| Arbitro: | Tschenscher |

|                                                                    |           |          |
| Jensen 7’, 85’ Netzer 42’ Heynckes 53’ (rig.), 60’, 82’ Danner 90’ | Marcatori | 26’ Seel |

| Arbitro: | Hristov |

|                                     |           |  |
| Heynckes 32’, 60’ (rig.) Jensen 51’ | Marcatori |  |

| Arbitro: | Carpenter |

|            |           |                           |
| Notten 81’ | Marcatori | 13’ (aut.) Drost 27’ Rupp |

| Arbitro: | Linemayr |

|                           |           |  |
| Keegan 21’, 32’ Lloyd 61’ | Marcatori |  |

| Arbitro: | Kazakov |

|                   |           |  |
| Heynckes 29’, 40’ | Marcatori |  |

## Statistiche

### Statistiche di squadra
| Competizione      | Punti | In casa | In casa | In casa | In casa | In casa | In casa | In trasferta | In trasferta | In trasferta | In trasferta | In trasferta | In trasferta | Totale | Totale | Totale | Totale | Totale | Totale | DR  |
| Competizione      | Punti | G       | V       | N       | P       | Gf      | Gs      | G            | V            | N            | P            | Gf           | Gs           | G      | V      | N      | P      | Gf     | Gs     | DR  |
| ----------------- | ----- | ------- | ------- | ------- | ------- | ------- | ------- | ------------ | ------------ | ------------ | ------------ | ------------ | ------------ | ------ | ------ | ------ | ------ | ------ | ------ | --- |
| Bundesliga        | 39    | 17      | 12      | 1       | 4       | 57      | 29      | 17           | 5            | 4            | 8            | 25           | 32           | 34     | 17     | 5      | 12     | 82     | 61     | +21 |
| Coppa di Germania | -     | 5       | 4       | 1       | 0       | 16      | 6       | 4            | 3            | 0            | 1            | 9            | 5            | 9      | 7      | 1      | 1      | 25     | 11     | +14 |
| Coppa di Lega     | -     | 5       | 3       | 2       | 0       | 19      | 9       | 6            | 3            | 1            | 2            | 10           | 5            | 11     | 6      | 3      | 2      | 29     | 14     | +15 |
| Coppa UEFA        | -     | 6       | 6       | 0       | 0       | 26      | 4       | 6            | 4            | 1            | 1            | 10           | 8            | 12     | 10     | 1      | 1      | 36     | 12     | +24 |
| Totale            | 39    | 33      | 25      | 4       | 4       | 118     | 48      | 33           | 15           | 6            | 12           | 54           | 50           | 66     | 40     | 10     | 16     | 172    | 98     | +74 |

### Andamento in campionato
| Giornata  | 1 | 2 | 3 | 4 | 5 | 6  | 7 | 8  | 9 | 10 | 11 | 12 | 13 | 14 | 15 | 16 | 17 | 18 | 19 | 20 | 21 | 22 | 23 | 24 | 25 | 26 | 27 | 28 | 29 | 30 | 31 | 32 | 33 | 34 |
| --------- | - | - | - | - | - | -- | - | -- | - | -- | -- | -- | -- | -- | -- | -- | -- | -- | -- | -- | -- | -- | -- | -- | -- | -- | -- | -- | -- | -- | -- | -- | -- | -- |
| Luogo     | C | T | C | T | C | T  | C | T  | C | T  | C  | T  | C  | T  | T  | C  | T  | T  | C  | T  | C  | T  | C  | T  | C  | T  | C  | T  | C  | T  | C  | C  | T  | C  |
| Risultato | V | V | V | P | P | P  | V | P  | V | N  | V  | P  | V  | N  | P  | V  | P  | N  | V  | V  | V  | V  | V  | P  | P  | V  | V  | N  | N  | V  | V  | P  | P  | P  |
| Posizione | 6 | 2 | 2 | 3 | 7 | 10 | 8 | 11 | 7 | 7  | 5  | 8  | 7  | 7  | 8  | 7  | 8  | 9  | 6  | 6  | 6  | 4  | 3  | 4  | 5  | 5  | 3  | 4  | 4  | 3  | 2  | 3  | 5  | 5  |

Legenda:

Luogo: C = Casa; T = Trasferta. Risultato: V = Vittoria; N = Pareggio; P = Sconfitta.

### Statistiche dei giocatori
| Giocatore      | Bundesliga | Bundesliga | Bundesliga  | Bundesliga | Coppa di Germania | Coppa di Germania | Coppa di Germania | Coppa di Germania | Coppa di Lega | Coppa di Lega | Coppa di Lega | Coppa di Lega | Coppa UEFA | Coppa UEFA | Coppa UEFA  | Coppa UEFA | Totale   | Totale | Totale      | Totale     |
| Giocatore      | Presenze   | Reti       | Ammonizioni | Espulsioni | Presenze          | Reti              | Ammonizioni       | Espulsioni        | Presenze      | Reti          | Ammonizioni   | Espulsioni    | Presenze   | Reti       | Ammonizioni | Espulsioni | Presenze | Reti   | Ammonizioni | Espulsioni |
| -------------- | ---------- | ---------- | ----------- | ---------- | ----------------- | ----------------- | ----------------- | ----------------- | ------------- | ------------- | ------------- | ------------- | ---------- | ---------- | ----------- | ---------- | -------- | ------ | ----------- | ---------- |
| H. Bleidick    | 9          | 0          | 0           | 0          | 2                 | 0                 | 0                 | 0                 | 2             | 0             | 0             | 0             | 6          | 0          | 0           | 0          | 19       | 0      | 0           | 0          |
| R. Bonhof      | 34         | 5          | 0           | 0          | 9                 | 2                 | 0                 | 0                 | 11            | 2             | 0             | 0             | 12         | 2          | 1           | 0          | 66       | 11     | 1           | 0          |
| D. Danner      | 33         | 6          | 0           | 0          | 9                 | 2                 | 0                 | 0                 | 7             | 1             | 0             | 0             | 12         | 3          | 1           | 0          | 61       | 12     | 1           | 0          |
| R. Fahrian     | 0          | 0          | 0           | 0          | 0                 | 0                 | 0                 | 0                 | 0             | 0             | 0             | 0             | 0          | 0          | 0           | 0          | 0        | 0      | 0           | 0          |
| A. Fuhrmann    | 7          | 0          | 0           | 0          | 0                 | 0                 | 0                 | 0                 | 5             | 0             | 0             | 0             | 2          | 0          | 0           | 0          | 14       | 0      | 0           | 0          |
| J. Heynckes    | 33         | 28         | 0           | 0          | 9                 | 7                 | 0                 | 0                 | 10            | 5             | 0             | 0             | 11         | 12         | 0           | 0          | 63       | 52     | 0           | 0          |
| H. Jensen      | 33         | 11         | 0           | 0          | 8                 | 1                 | 0                 | 0                 | 8             | 2             | 0             | 0             | 10         | 7          | 0           | 0          | 59       | 21     | 0           | 0          |
| W. Kleff       | 34         | 0          | 0           | 0          | 8                 | 0                 | 0                 | 0                 | 10            | 0             | 0             | 0             | 12         | 0          | 0           | 0          | 64       | 0      | 0           | 0          |
| H. Klinkhammer | 0          | 0          | 0           | 0          | 0                 | 0                 | 0                 | 0                 | 2             | 0             | 0             | 0             | 0          | 0          | 0           | 0          | 2        | 0      | 0           | 0          |
| C. Kulik       | 34         | 6          | 0           | 0          | 9                 | 2                 | 0                 | 0                 | 5             | 2             | 0             | 0             | 12         | 2          | 0           | 0          | 60       | 12     | 0           | 0          |
| R. Malzkorn    | 0          | 0          | 0           | 0          | 0                 | 0                 | 0                 | 0                 | 0             | 0             | 0             | 0             | 0          | 0          | 0           | 0          | 0        | 0      | 0           | 0          |
| H. Michallik   | 19         | 0          | 0           | 0          | 2                 | 0                 | 0                 | 0                 | 8             | 1             | 0             | 0             | 6          | 0          | 0           | 0          | 35       | 1      | 0           | 0          |
| G. Netzer      | 18         | 3          | 0           | 0          | 6                 | 4                 | 0                 | 0                 | 10            | 6             | 0             | 0             | 9          | 3          | 1           | 0          | 43       | 16     | 1           | 0          |
| G. Quasten     | 0          | 0          | 0           | 0          | 0                 | 0                 | 0                 | 0                 | 0             | 0             | 0             | 0             | 0          | 0          | 0           | 0          | 0        | 0      | 0           | 0          |
| S. Rosenthal   | 13         | 1          | 0           | 0          | 0                 | 0                 | 0                 | 0                 | 2             | 0             | 0             | 0             | 4          | 0          | 0           | 0          | 19       | 1      | 0           | 0          |
| B. Rupp        | 23         | 9          | 0           | 0          | 8                 | 5                 | 0                 | 0                 | 10            | 6             | 0             | 0             | 9          | 3          | 0           | 0          | 50       | 23     | 0           | 0          |
| B. Schrage     | 0          | 0          | 0           | 0          | 1                 | 0                 | 0                 | 0                 | 1             | 0             | 0             | 0             | 0          | 0          | 0           | 0          | 2        | 0      | 0           | 0          |
| K. Sieloff     | 6          | 0          | 0           | 0          | 4                 | 0                 | 0                 | 0                 | 3             | 0             | 0             | 0             | 3          | 0          | 0           | 0          | 16       | 0      | 0           | 0          |
| A. Simonsen    | 8          | 0          | 0           | 0          | 2                 | 0                 | 0                 | 0                 | 3             | 0             | 0             | 0             | 2          | 0          | 0           | 0          | 15       | 0      | 0           | 0          |
| U. Stielike    | 1          | 0          | 0           | 0          | 2                 | 0                 | 0                 | 0                 | 1             | 0             | 0             | 0             | 0          | 0          | 0           | 0          | 4        | 0      | 0           | 0          |
| U. Surau       | 26         | 3          | 0           | 0          | 7                 | 0                 | 0                 | 0                 | 6             | 0             | 0             | 0             | 9          | 0          | 0           | 0          | 48       | 3      | 0           | 0          |
| B. Vogts       | 34         | 3          | 0           | 0          | 9                 | 0                 | 0                 | 0                 | 11            | 3             | 0             | 0             | 12         | 2          | 0           | 0          | 66       | 8      | 0           | 0          |
| H. Wimmer      | 28         | 5          | 0           | 0          | 6                 | 1                 | 0                 | 0                 | 8             | 1             | 0             | 0             | 11         | 1          | 0           | 0          | 53       | 8      | 0           | 0          |
| H. Wittkamp    | 11         | 2          | 0           | 0          | 4                 | 1                 | 0                 | 0                 | 6             | 0             | 0             | 0             | 3          | 0          | 0           | 0          | 24       | 3      | 0           | 0          |
| H. Wittmann    | 0          | 0          | 0           | 0          | 0                 | 0                 | 0                 | 0                 | 3             | 0             | 0             | 0             | 0          | 0          | 0           | 0          | 3        | 0      | 0           | 0          |
| S. Zoppke      | 0          | 0          | 0           | 0          | 0                 | 0                 | 0                 | 0                 | 1             | 0             | 0             | 0             | 0          | 0          | 0           | 0          | 1        | 0      | 0           | 0          |